# Línies de la pau
Les línies de la pau (peacelines) o murs de la pau (peace walls) són una sèrie de barreres de seguretat a Irlanda del Nord que separen els barris catòlics, de majoria republicana i nacionalista irlandesa, dels barris protestants, de majoria unionista i lleialista britànica, amb l'objectiu de minimitzar la violència entre comunitats arràn del conflicte nord-irlandès. Se n'ha construït a zones urbanes de Belfast (majoritàriament), Derry, Portadown o Lurgan, entre d'altres. La seva longitud és variable,i se n'ha construït amb ferro, maons i/o acer, i poden arribar a fer 8 metres d’alçada. Algunes tenen portes (que poden ser vigilades) que permeten el pas durant el dia, però que estan tancades a la nit.

## Origen i evolució
Ja abans de 1969, les ciutats d'Irlanda del Nord estaven marcades per una forta segregació. A Belfast, a la dècada dels 60, el 64% de les llars estaven en carrers on almenys el 90% dels veïns eren unionistes o nacionalistes. En els aldarulls de 1969 una torba provinent de Shankill Road, una zona de Belfast de majoria unionista, va cremar carrers sencers de la zona de Falls Road, de majoria nacionalista. Per sufocar els disturbis es va mobilitzar a l'Exèrcit Britànic.
El 9 de setembre de 1969, el primer ministre d'Irlanda de Nord, James Chichester-Clark, va anunciar que s'establiria una línia de pau que consistia en una tanca de filferro espinós controlada per l'Exèrcit i la policia entre les zones de Shankill Road i Falls Road. Aquesta línia de pau remplaçaria les barricades aixecades per la població de les zones "limítrofes" (en anglès interfícies, és a dir, on s'intersecten zones residencials fortament segregades i polaritzades), per protegir-se dels enfrontaments entre ambdues comunitats. Ian Freeland, comandant en cap de l'Exèrcit Britànic a Irlanda de Nord, va descriure la línia de pau com un "assumpte temporal" declarant que: "en aquesta ciutat no tindrem un mur de Berlín ni res semblant".
Durant el conflicte d'Irlanda de Nord, la segregació va continuar augmentant a les ciutats nord-irlandeses. A Belfast, entre 1969 i 1973, s'estima que 60.000 persones es van veure obligades a abandonar casa seva com a conseqüència de les bombes, els tirotejos, els disturbis i les amenaces. En particular, els catòlics que fins aleshores convivien amb protestants van fugir cap a les zones de majoria catòlica. La línia de pau, concebuda com a provisional, es va mantenir, i els fifilferros van ser reemplaçatsper estructures permanents de ferro, acer i formigó. A més, es van construir més línies de pau al nord i oest de Belfast, i també en altres ciutats com Derry i Portadown.
Fins i tot després de la declaració d'alto el foc de l'IRA i altres grups paramilitars el 1994 i l'Acord de Divendres Sant de 1998, el nombre de línies de pau va continuar augmentant: si el 1994 es comptabilitzaven 15 línies de pau a Belfast, el seu nombre va augmentar a 35 el 2001 i a 42 el 2009. L'1 de setembre de 2011, l'Ajuntament de Belfast va aprovar una moció en què s'instava a desenvolupar un pla per desmantellar els murs de la pau. El 2012, un estudi de la Universitat de l'Ulster afirmava que el 69% dels residents creuen que encara són necessaris per garantir la seva seguretat davant els possibles rebrots violents. Per la seva banda, el maig de 2013 el Govern d'Irlanda de Nord va anunciar la seva intenció d'eliminar les línies de pau en un termini de deu anys. Neil Jarman, investigador de conflictes de la Universitat Queen's de Belfast, va considerar aquest calendari "molt optimista". El setembre de 2017, el Departament de Justícia d’Irlanda del Nord va publicar el seu programa Interface, per complir el compromís adquirit per l’Executiu d’eliminar totes les estructures d’interfície el 2023.

## Conseqüències
Un estudi sobre el lloc i el moment de les morts en el conflicte d'Irlanda de Nord, pel que fa a la ubicació i l'època de construcció de les línies de pau a Belfast va mostrar que el nombre de morts en les zones amb línies de pau recentment construïdes havia disminuït de manera significativa. En particular, moltes persones no van morir directament a les línies de pau, sinó a una distància d'uns centenars de metres dels edificis. A les zones limítrofes sense línies de pau es va trobar una distribució espacial similar. Una possible explicació és que les zones limítrofes eren l'escenari de conflictes de menor escala però proclius a intensificar-se. Els atemptats amb bombes i els tirotejos, d'altra banda, es concentraven a les zones centrals d'àrees residencials fortament segregades.
Els urbanistes avaluen les línies de pau de manera ambivalent: d'una banda, les línies de pau defineixen àrees residencials amb precisió i, per tant, generen una sensació subjectiva de seguretat en aquelles persones amb vides quotidianes marcades per dècades de confrontació violenta. D'altra banda, creen un ambient intimidatori i hostil. La Northern Ireland Housing Executive (NIHE), agència responsable de la política d'habitatge a Irlanda de Nord, va descriure el terme "línies de pau" en 1988 com un oxímoron, ja que en molts casos no es caracteritzaven per la pau i l'harmonia entre veïns, sinó per conflictes, tensions, danys materials i inestabilitat continua.
Les línies de pau i la segregació de la ciutat tenen conseqüències significatives per a la planificació urbana a Belfast. Entre 1951 i 1991, la ciutat va perdre el 37% de la seva població. La proporció de nacionalistes catòlics a Belfast va augmentar d'un 28% el 1961 a un 47% el 2001.21 Les raons que expliquen aquest procés rauen en la major taxa de natalitat dels nacionalistes i en l'èxode d'unionistes cap a la perifèria de Belfast. A les zones limítrofes, la densitat de població, en particular a la banda unionista, va baixar bruscament. La segregació de les àrees residencials, agreujada per les línies de pau, ha conduït a un desequilibri en el mercat immobiliari de Belfast. Encara que hi ha escassetat d'habitatge en les àrees residencials nacionalistes, en les àrees unionistes hi ha moltes habitatges buits, i en alguns casos s'han enderrocat fileres de cases senceres.